# Monument funéraire de Catherine Kos
Le monument funéraire de Catherine Kos ou Katherine Kos est un monument historique situé à Reiningue, dans le département français du Haut-Rhin.

## Localisation
Ce bâtiment est situé rue Georges-Alter à Reiningue.

## Historique
L'édifice fait l'objet d'une inscription au titre des monuments historiques depuis 1992.

## Architecture

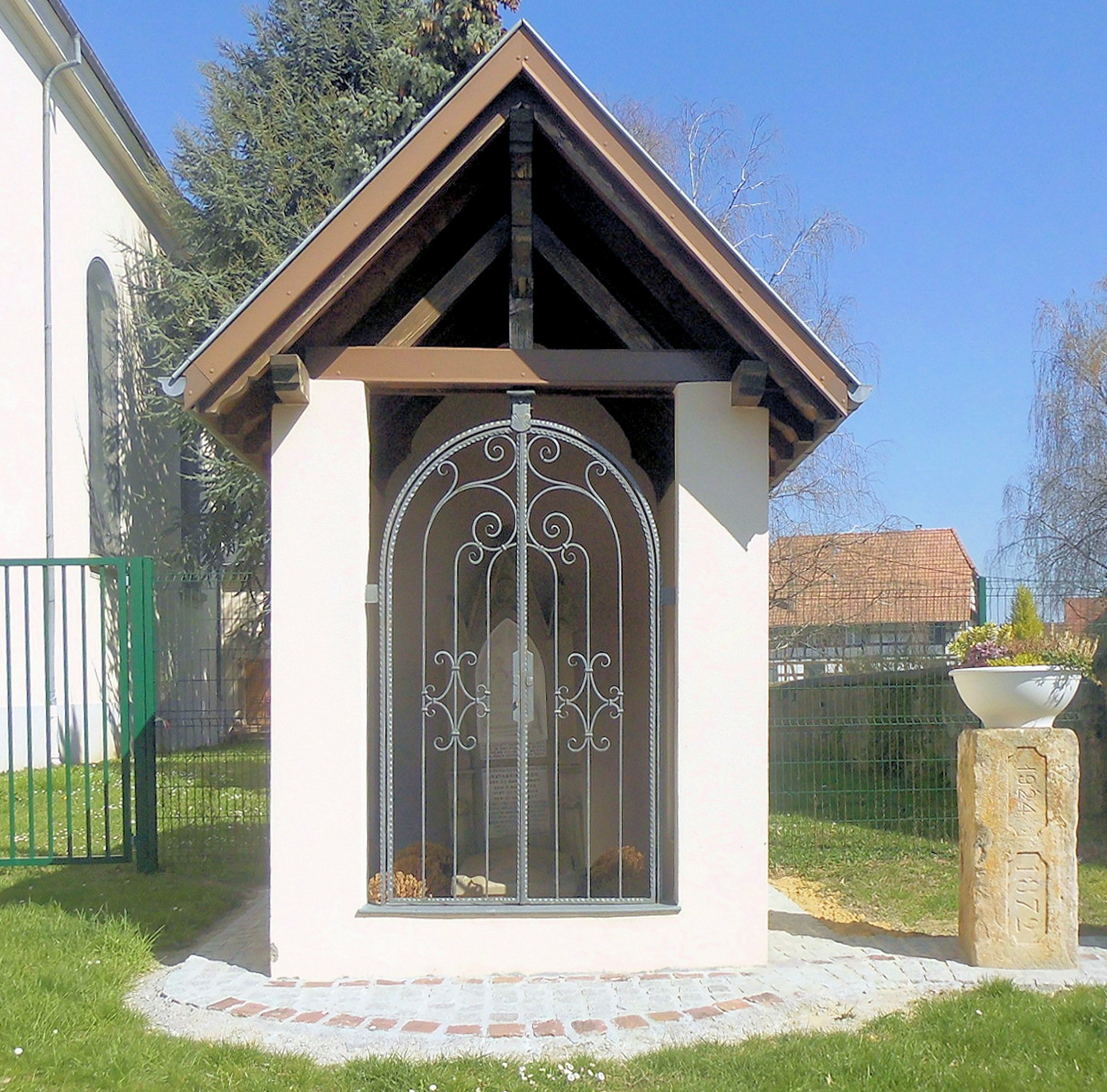
L'extérieur du monument funéraire